# 雨月物語

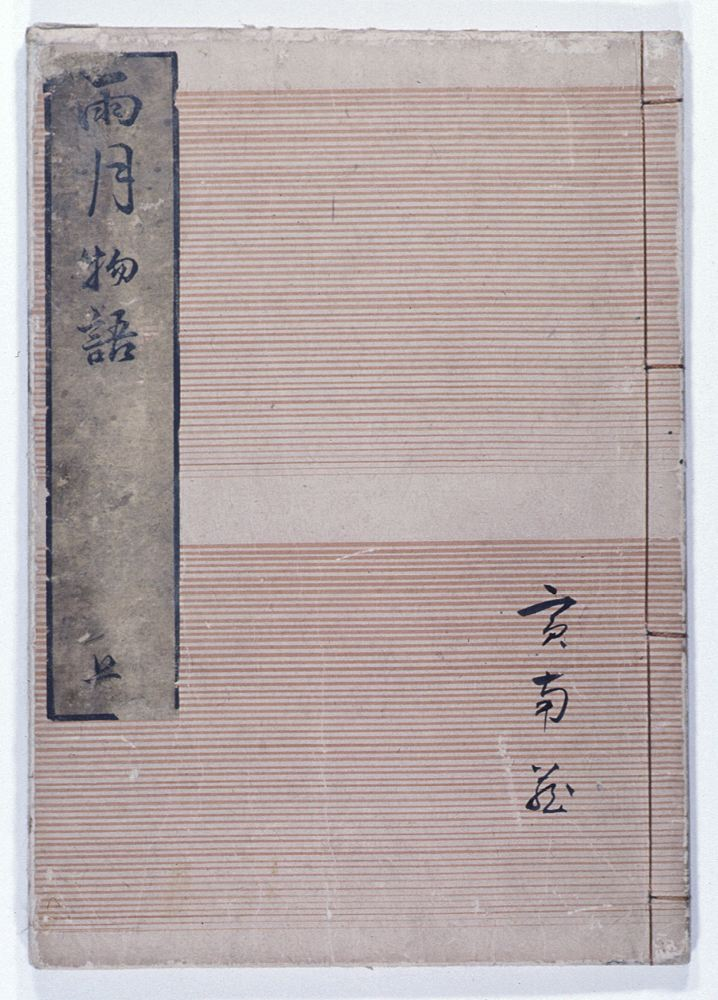
第四版の表紙

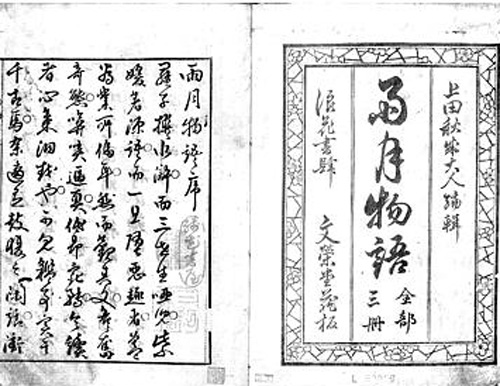
第四版の見返、序
見返「上田秋成大人編輯／雨月物語／全部／三冊／浪花書肆 文榮堂蔵版」

『雨月物語』（うげつものがたり）は、上田秋成によって江戸時代後期に著わされた読本（よみほん）作品。
5巻5冊。明和5年（1768年）序、安永5年（1776年）刊。日本・中国の古典から脱化した怪異小説9篇から成る。近世日本文学の代表作で、現代でも引用されることが多い（→#派生作品）。

## 概要
『雨月物語』の成立については諸説あるが、明和5年から安永5年の間に書かれ（→#出版経緯）、安永5年4月（1776年）に、京都寺町通の梅村判兵衛と大坂高麗橋筋の野村長兵衛の合同で出版された。全5巻、9篇の構成であった。挿絵は、桂宗信が描いた。桂は、当作品へ大いに影響を与えた都賀庭鐘『繁野話』の挿絵も担当している。『雨月物語』各篇に1枚ずつ、中篇の「蛇性の婬」だけには2枚の絵が載っている。
『雨月物語』は「剪枝畸人」名義で刊行され、作者は上田秋成であろう、とわかってきたのは彼の死後のことである。また、当時の売行きはごく普通のものであり、今日のように人気、評価に不動の地位を確立していた、というわけではないことが推測されている。
文学史上の位置づけとしては、『雨月物語』は建部綾足の『西山物語』などと同じ、元禄期と化政期の間、安永・天明文化期の、流行が浮世草子から転換しつつあった初期読本にあたる。後世には、山東京伝や曲亭馬琴へ強い影響を与えた。
内容は中国の白話小説の翻案によるところが大きい。当時の古典を踏まえつつ和文調を交えた流麗な文を編み、日本の要素や独自の部分を混ぜた、著者の思想が加えられている。

### 各篇
各篇の並び順は以下の通りであるが、これは深い考えがあってのものだ、という説を高田衛は提唱している。つまり、前の作品の一部要素が、次の作品の内容と結びついていて、円環をなしている、ということである。
- 白峯（しらみね） - 西行が讃岐国にある在俗時代の主崇徳院の陵墓、白峯陵に参拝したおり、崇徳上皇の亡霊と対面し、論争する。巻之一収録。（→#白峯）
- 菊花の約（きつかのちぎり） - 契りを交わした（衆道）義兄弟との再会の約束を守るため、約束の日の夜、自刃した男が幽霊となって現れる。巻之二収録。（→#菊花の約）
- 浅茅が宿（あさぢがやど） - 戦乱の世、一旗挙げるため妻と別れて故郷を立ち京に行った男が、7年後に幽霊となった妻と再会する。巻之二収録。（→#浅茅が宿）
- 夢応の鯉魚（むおうのりぎよ） - 昏睡状態にある僧侶が夢の中で鯉になって泳ぎまわる。巻之三収録。（→#夢応の鯉魚）
- 仏法僧（ぶつぽふそう） - 旅の親子が高野山で、怨霊となった豊臣秀次の一行の宴に遭い、怖い思いをする。巻之三収録。（→#仏法僧）
- 吉備津の釜（きびつのかま） - 色好みの夫に浮気され、裏切られた妻が、夫を祟り殺す。巻之三収録。（→#吉備津の釜）
- 蛇性の婬（じやせいのいん） - 男が蛇の化身である女につきまとわれるが、最後は道成寺の僧侶に退治される。巻之四収録。（→#蛇性の婬）
- 青頭巾（あをづきん） - 稚児に迷い鬼と化した僧侶を、旅の僧である快庵禅師が解脱へと導く。巻之五収録。（→#青頭巾）
- 貧福論（ひんぷくろん） - 金を大事にする武士、岡左内の寝床に金銭の精が小人の翁となって現れ、金とそれを使う主人との関係を説く。巻之五収録。（→#貧福論）

## 出版経緯
上田秋成は、明和3年（1766年）に処女作である『諸道聴耳世間猿』（『諸道聴耳世間狙』）を、明和4年に浮世草子の『世間妾形気』を書いた。そして、『雨月物語』の序には「明和戊子晩春」とあり、明和5年晩春に『雨月物語』の執筆が終わっていたことになる。しかし実際に『雨月物語』が刊行されたのは、その8年後の安永5年（1776年）のことであった。
ここに、『雨月物語』成立の謎がある。つまり、『雨月物語』は本当に序にあるように明和5年に成立したのだろうか、刊行までの8年という長い間には、どういう意味があるのだろうか、というものである。山口剛の研究以来、重友毅、中村幸彦と、明和5年を一応の脱稿、それからの8年間は『雨月物語』の推敲に費やされた、という見方が強かった。それまでの『世間猿』『妾形気』の2作品は浮世草子に属していた。そして『妾形気』の末尾の近刊予告を見ると、『諸国廻船便』と『西行はなし 歌枕染風呂敷』の2作品が並べられており、まだ秋成に浮世草子を書く気、予定があったことが見えることもこの論を裏付けている。
しかし、この説の裏側には、当時浮世草子が軽く見られる風潮があったことを、高田衛などは指摘している。そして、大体の成立は序の通りでよいのではないか、という説を提唱している。つまり、『世間猿』と『妾形気』の浮世草子2作品と『雨月物語』という読本作品は連続したもの、という考えである。また、巻之四「蛇性の婬」には内容に、日付の日数の計算の合わないことが知られていたが、これに対しての大輪靖宏の指摘がある。もし、序に書かれた年の前年の明和4年に「蛇性の婬」が書かれたとする場合、序の年の前年、閏9月のあった明和4年を念頭に置くとうまく計算が合う。
この説の場合、脱稿からの8年間『雨月物語』をめぐって何がおこなわれていたのかはわからないが、明和8年と安永元年には、それぞれ野村長兵衛と梅村判兵衛という別々の版元から『雨月物語』の近刊予告が出ていたり、明和8年には秋成の家業の嶋屋が火事で焼けたことなどを契機に、都賀庭鐘から医学を学んだり、医院を開業したりしていた。坂東健雄は、高田説が通説であるとしながらも、どちらの説も決め手に欠けるとし、やはり出版にいたる8年間に推敲が行われた可能性は否定できないことを指摘した。

### 都賀庭鐘『英草子』『繁野話』からの影響
秋成が処女作の浮世草子『諸道聴耳世間猿』を刊行した明和3年、都賀庭鐘の『繁野話』が世に出た。この作品とその前作の『英草子』は読本の祖というべきもので、それまで流行していた浮世草子とは違って、原典（白話小説）のはっきりとわかる、中国趣味を前面に出したものだった。当時は井原西鶴から始まった浮世草子の新鮮味がなくなり、落ち込みが出てきたころである。秋成はまだ執筆、刊行予定のあった浮世草子を捨て、庭鐘の作品を受けて『雨月物語』を書き始めたのだった。
『雨月物語』執筆の時期は上記のようにはっきりしないが、その前後に秋成は庭鐘から医学を学んでおり、その後は医者として生きて行くこととなる。このとき、どれだけ庭鐘から医学以外のこと（例えば白話小説のことなど）を直接学んだかはよくわかっていないが、その影響を受けていることは『雨月物語』自体が証拠となろう。
具体的にいえば、まず体裁が5巻9篇、見開きの挿絵1枚の短篇が8篇、挿絵1枚の中篇（「蛇性の婬」）が1篇であるところは、まったく庭鐘の読本作品と同じである。体裁で違うところといえば題名の付け方で、庭鐘が『英草子』第一篇「後醍醐帝三たび藤房の諫を折くこと話」、あるいは『繁野話』第一篇「雲魂雲情を語つて久しきを誓ふ話」のように長く付けるのに対し、『雨月物語』の方は第一篇「白峯」や第二篇「菊花の約」のようにすっきりとした題が付いている。内容面でいうと、読本の形式をとり、場面場面ではなく話の運びや登場人物の人間性に重点を置いたものにしたこと、知識層を読者に想定し、思想や歴史観、作中での議論を盛り込んだことなどが挙げられる。

### 師・加藤美樹
「白峯」での西行など、『雨月物語』を書く秋成の思想の背景に、国学者賀茂真淵からの影響が見られる。それまでも独学で契沖のことを学んでいた秋成は、やはり『雨月物語』執筆の前後に国学者加藤美樹（姓は藤原、河津、名は宇万伎とも）に入門している。美樹は真淵の高弟であった。それまでも知的な「浮浪子」（なまけ者などの意味の上方語）であった秋成だが、美樹からの手ほどきからは、思想的深化、古典学の体系だった智識の整理、という重大な影響を受けた。影響は『雨月物語』にも反映されたと考えてよいだろう。
『雨月物語』の文体からもこのことは察せられる。庭鐘の作品は和漢混淆文でできているといってもよいが、漢文調の強いものであった。一方、『雨月物語』を見ると、上手く原典の白話小説の調子を翻訳し、漢文調と和文調の織り交ざった独自な文体となっている。師・美樹の学問がこの文体の礎となったことは、うなづける話である。

### 『雨月物語』という名の由来
『雨月物語』という題は、どこからきたのだろうか。秋成自身の序文には、書下すと「雨は霽れ月朦朧の夜、窓下に編成し、以て梓氏に畀ふ。題して雨月物語と云ふ」という一文があり、雨がやんで月がおぼろに見える夜に編成したため、ということが書いてある。物語中、怪異が現れる場面の前触れとして、雨や月のある情景が積極的に用いられていることにも注意したい。
一方、これを表向きの理由、作者の韜晦であるとして、別の説も出されている。山口剛は、西行がワキとして登場する謡曲の『雨月』がもとになっている、という説を提唱したが、これは長島弘明が「白峯」との内容面での関係性が薄いとして否定している。また重友毅は、『雨月物語』にもところどころで採用されている『剪灯新話』「牡丹灯記」にある一節「天陰リ雨湿（うるほ）スノ夜、月落チ参（さん）横タハルノ晨（あした）」から来てるのではないか、と唱えている。高田衛は、秋成はこの両者に親しんでいただろうことから、このどちらか一方と考えなくてもよい、という考えを示している。

## 内容

### 序
上は、『雨月物語』の序文の全文である。ここには、上田秋成の『雨月物語』にかける意気込み、創作経緯が書かれている。この文中で秋成は、『源氏物語』を書いた紫式部と『水滸伝』を書いた羅貫中を例に挙げ、2人が現実と見紛うばかりの傑作を書いたばかりにひどい目にあったという伝説をあげている（「紫式部が一旦地獄に堕ちた」というのは治承年間に平康頼によって書かれた『宝物集』や延応以降に藤原信実によって書かれたとされる『今物語』により、「羅貫中の子孫3代が唖になった」というのは明代の田汝成編の『西湖遊覧志余』や『続文献通考』によっている）。そして、どう見ても杜撰な、荒唐無稽な作品である『雨月物語』を書いた自分は、そんなひどい目に遭うわけがない、と謙遜しているように見える。しかし考えてみれば、そもそもくだらない作品を書いた、と自分で思っているなら、当時でもすばらしい作品であると考えられていた『源氏物語』や『水滸伝』と自分の作品を比べるわけはあるまい。
また、末尾の「剪枝畸人書」という署名に注目して、ここから秋成の真意を汲取ろう、という試みもなされている。この「剪枝畸人」の「枝」は「肢」、さらには「指」に通じ、幼いときに秋成が、右手中指、左手人差し指が不具になったことを戯れにした署名である。ここで、前に自分はひどい目に遭わないはずだ、と言っておきながらこういう署名をするところに、注目する必要がある。また、中野三敏からは、これは『荘子』に由来するものではないか、という指摘もなされている。『荘子』の「人間世篇」に、有用な実をつける木は「大枝ハ折ラレ、小枝ハ泄（た）メラル」、無用な木は「ハタ、アニ翦（き、剪）ラルルコト有ランヤ」とある。つまり、「剪枝」とは、自分が役に立つ人間であったがゆえに、指（枝）が折られて（剪）しまったのだ、ということを意味しているのではないか。後半の「畸人」という部分は、「大宗師篇」にある箇所が連想される。「畸人ハ人ニ畸（ことな）リテ、天ニ侔（ひと）シキモノナリ」と。つまり、「剪枝畸人」とは、紫式部や羅貫中のような、物したあとにひどい目に遭ったのとは違って、『雨月物語』を書いた自分は、生まれながらに罰せられている、天にも等しき存在なのだ、という傲慢なほどのすさまじい主張にも読取れるのだ。いかに秋成の『雨月物語』にかける自負心が大きかったことか、察せられるだろう。

### 白峯
諸国を巡る西行の道行文から、「白峯」は始まる。この部分は、当時西行作と信じられていた『撰集抄』巻一「新院御墓白峰之事」と巻二「花林院永僧正之事」が下敷きになっている。西行は旧主である崇徳院の菩提を弔おうと白峯を訪れ、読経し、歌を詠む。「松山の浪のけしきはかはらじをかたなく君はなりまさりけり」。すると、「圓位、圓位」と西行のことを呼ぶ声がする。見ると、異様だが判然としがたい人影がこちらを向いて立っていて、「松山の浪にながれてこし船のやがてむなしくなりにけるかな」と返歌した。その内容から西行は、声の主が崇徳院であることに気づいた。
西行は、崇徳院が成仏せずに怨霊となっていることを諌めた。ここから西行と院の論争が始まる。西行は『日本書紀』「仁徳紀」にある大鷦鷯の王、菟道稚郎子の皇位相譲の話を例に出して王道の観点から、院は易姓革命論から、それぞれ論をぶつけあう。次に、西行は、易姓革命を唱えた『孟子』が日本に伝わらなかったこと、『詩経』「小雅」の一篇「兄弟牆（うち）に鬩（せめ）ぐとも外の侮りを禦（ふせ）げよ」という一節を説き、ついに院の、私怨がゆえである、との本音を引き出すことに成功する。院は、「経沈め」の一件の後、保元の乱で敵方に回った者たちを深く恨み、平治の乱がおこるように操ったのだ、という。そして、大風がおき、ここで初めて院の、異形の姿が顕わになる。また、配下の天狗、相模がやってくる。そして、院は、平氏の滅亡を予言する。西行は、院の浅ましい姿を嘆き、一首の歌を詠む。「よしや君昔の玉の床（とこ）とてもかからんのちは何にかはせん」。すると、院の顔が穏やかになったように見え、段々と姿が薄くなり、そして消えていった。いつのまにか月が傾き、朝が近くなっている。西行は金剛経一巻を供養し、山を下りた。その後、西行は、このできごとを誰にも話すことはなかった。世の中は、院の予言通りに進んでいった。院の墓は整えられ、御霊として崇め奉られるようになった。

### 菊花の約
「菊花の約」は、全体を白話小説の『古今小説』 第十六巻 「范巨卿雞黍死生交」から、時代背景を香川正矩『陰徳太平記』によっている。登場人物の丈部左門が張劭に、赤穴宗右衛門が范巨卿に対応する。時は戦国時代、舞台は播磨国加古（今の兵庫県加古川市）である。
左門は母とふたり暮らしで清貧を好む儒学者である。ある日友人の家に行くと、行きずりの武士が病気で伏せていた。丈部は彼を看病することになった。この武士は、赤穴宗右衛門という軍学者で、佐々木氏綱のいる近江国から、故郷出雲国での主、塩冶掃部介が尼子経久に討たれたことを聞いて、急ぎ帰るところだった、と、これまでの経緯を語った。しばらく日がたって、宗右衛門は快復した。この間、左門と宗右衛門は諸子百家のことなどを親しく語らい、友人の間柄となり、義兄弟の契まで結んだ（衆道）。五歳年上の宗右衛門が兄、左門が弟となった。宗右衛門は左門の母にも会い、その後も数日親しく過ごした。
初夏になった。宗右衛門は故郷の様子を見に、出雲へ帰ることとなった。左門には、菊の節句（重陽の節句）、九月九日に再会することを約した。ここから、題名の「菊花の約」がきている。さて、季節は秋へと移っていき、とうとう約束の九月九日となった。左門は朝から宗右衛門を迎えるため掃除や料理などの準備をし、母が諌めるのも聞かず、いまかいまかと待ち受けるばかり。外の道には、旅の人が幾人も通るが、宗右衛門はまだ来ない。夜も更け、左門が諦めて家に入ろうとしたとき、宗右衛門が影のようにやってきたのだった。左門に迎えられた宗右衛門だったが、酒やご馳走を嫌うなど不審な様子を見せる。訣を尋ねられると、自分が幽霊であることを告白するのだった。宗右衛門は、経久の手下となったいとこ、赤穴丹治に監禁され、とうとう今日までになってしまった。しかし「人一日に千里をゆくことあたはず。魂よく一日に千里をもゆく」という言葉を思い出し、自死し、幽霊となってここまで辿り着いたのだ、と語った。そして、左門に別れを告げ、消えていった。
丈部親子は、このことを悲しみ、一夜を泣いて明かした。次の日左門は、宗右衛門を埋葬するために出雲へと旅立ち、丹治に会った。左門は魏の公叔痤の故事を例に挙げ、それに比べて丹治に信義のないのを責めて斬り殺す。その後左門は行方をくらませるが、主君の尼子経久は、宗右衛門と左門の信義を褒め称え、その跡を追わせなかった。物語は「咨軽薄の人と交はりは結ぶべからずとなん」と、冒頭の一節「交りは軽薄の人と結ぶことなかれ」と同意の文をもって終っている。

### 浅茅が宿
「浅茅が宿」の原拠は、『剪灯新話』 「愛卿伝」と、それを翻案した浅井了意 『伽婢子』 「藤井清六遊女宮城野を娶事」である。戦国時代の下総国葛飾郡真間郷に、勝四郎と妻の宮木が暮らしていた。元々裕福な家だったが、働くのが嫌いな勝四郎のせいで、家勢はどんどん傾いていき、親戚からも疎んじられるようになった。勝四郎は発奮し、家の財産を全て絹にかえ、雀部曽次という商人と京に上ることを決める。宮木を説得した勝四郎は秋に帰ることを約束して旅立っていった。関東はそのうち、享徳の乱によって乱れに乱れることになる。宮木の美貌に惹かれた男共が言い寄ることもあったが、これを断るなどして、宮木は心細く夫の帰りを待ちわびる。だが、約束の秋になっても、勝四郎は帰ってこないのだった。
一方夫の勝四郎は京で絹を売って、大儲けをした。そして関東の方で戦乱が起きていることを知って、急ぎ故郷に帰る途中、木曽で山賊に襲われて財産を全て奪われてしまった。また、この先には関所があって、人の通行を許さない状態だと聞く。勝四郎は宮木が死んでしまったと思い込み、近江へと向かった。ここで勝四郎は病にかかり、雀部の親戚の児玉の家に厄介になることになる。いつしかこの地に友人もでき、居つくようになり、七年の月日が過ぎた。近頃は近江や京でも戦乱がおき、勝四郎は宮木のことを思う。そして、故郷に帰ることにした。十日余りで着いたのは、夜になってのことだった。変り果てた土地の中、やっと我が家に辿り着いた。よく見ると、隙間から灯がもれている。もしやと思って咳をすると、向うから「誰（たそ）」と声がしたのは、しわがれてはいるけれどまさしく妻、宮木のものだった。
扉の向うから現れた妻は、別人かと思われるほど、変り果てた姿であった。宮木は勝四郎が帰ってきたのを見て、泣き出し、勝四郎も思わぬ展開に動転するばかり。やがて、勝四郎はことの経緯、宮木は待つつらさを語り、その夜はふたり、ともに眠った。次の朝勝四郎が目が覚めると、自分が廃屋にいることに気づいた。一緒に寝ていたはずの宮木の姿も見えない。勝四郎はやはり妻は死んでいたのだ、と分り、家を見て回っていると、元の寝所に塚がつくられているのがあった。そこに、一枚の紙があった。妻の筆跡で歌が書いてある。「さりともと思ふ心にはかられて世にもけふまでいける命か」これを見て勝四郎は改めて妻の死を実感し、伏して大きく泣いた。妻がいつ死んだのか知らないのは情けない話だ、事情を知っている人に会おう、と外に出ると、すでに日は高くなっていた。
近所の人に聞いて、ひとりの老人を紹介してもらった。老人は、勝四郎も知る、ここに古くから住む漆間の翁であった。漆間の翁は、勝四郎がいなくなったあとの戦乱で乱れたこの土地の様子、宮木が気丈にもひとりで待っていたが、約束の秋を過ぎて次の年の八月十日に死んだこと、漆間の翁が弔ったことを語り、勝四郎にも弔いをすすめた。その夜はふたりで、声をだして泣きながら、念仏をして明かした。そして、漆間の翁がこの土地に伝わる真間の手児女の伝説を語るのを聴いて、勝四郎は一首詠んだ。「いにしへの真間の手児奈をかくばかり恋てしあらん真間のてごなを」この話は、かの国に通っている商人から聞いたものである。

### 夢応の鯉魚
「夢応の鯉魚」の典拠は、天明3年に刊行された『近古奇談 諸越の吉野』にすでに、『醒世恒言』第二十六巻 「薛録事魚服證仙（薛録事魚服シテ仙ヲ証スルコト）」であることが分っていたほか、後藤丹治によって、さらにその原典の明の時代の白話小説『古今説海』 「魚服記」も参照されたことが指摘されている。
主人公の興義は、近江国三井寺の画僧として有名であった。特に鯉の絵を好み、夢の世界で多くの魚と遊んだあとに、その様子を見たままに描いた絵を「夢応の鯉魚」と名づけていた。そして、鯉の絵は絶対にひとに与えることはなかった。そんな興義が、病に罹って逝去した。だが、不思議とその胸のあたりが温かい。弟子たちはもしかしたら、とそのまま置いておくと、三日後に興義は生き返った。興義は、檀家の平の助の殿がいま新鮮な膾などで宴会をしているはずだから、これを呼びなさい、と命じて、使をやると、果たして、まさしく平の助は宴会をしている最中であった。興義は、助などに向って、宴会の様子を事細かに言い、そしてなぜ分ったのか、訣を話し始めた。
病に臥せっているうちに興義は、自分が死んだことにも気づかないで、杖を頼りに琵琶湖にまで出て、入り、泳いだ。もっと自由に泳ぎたく、魚のことを羨んでいたところ、海若（わたづみ）に体を鯉にしてもらえた。そこから、興義は、自由気儘に泳ぎだした。ここからの近江八景など琵琶湖の名所を巡る道行き文は三島由紀夫から「秋成の企てた窮極の詩」と激賞されている。
しかしその内、興義は急に餓えるようになり、餌に飛びついたところ釣られてしまい、助の屋敷まで連れてこられ、助けを求める声も聞かれずに、刀で切られてしまうところで目が覚め、ここにいるのだ、と。助はこの話を大いに不思議に思ったけれど、残っていた膾を湖に捨てさせた。病が癒えた興義はその後、天寿を全うした。その際、興義の鯉の絵を湖に放すと、紙から離れて泳ぎだしたという。興義の弟子の成光も、鶏がこれを見て蹴ったと伝わるほどの、素晴しい鶏の絵を描くことで有名だったという話である。

### 仏法僧
「仏法僧」は、時を江戸時代に設定している。伊勢国の拝志夢然という人が隠居した後、末子の作之治と旅に出た。色々見て廻ったあと、夏、高野山へと向った。着くのが遅くなり、到着が夜になってしまった。寺で泊まろうと思ったけれど寺の掟により叶わず、霊廟の前の灯籠堂で、念仏を唱えて夜を明かすことに決めた。静かな中過ごしていると、外から「仏法仏法（ぶつぱんぶつぱん）」と仏法僧の鳴き声が聞こえてきた。珍しいものを聞いたと興を催し、夢然は一句詠んだ。「鳥の音も秘密の山の茂みかな」
もう一回鳴かないものか、と耳をそばだてていると、別のものが聞こえてきた。誰かがこちらへ来るようである。驚いて隠れようとしたが二人はやって来た武士に見つかってしまい、慌てて下に降りてうずくまった。多くの足音とともに、烏帽子直衣の貴人がやってきた。そして、楽しそうに宴会をはじめた。そのうち、貴人は連歌師の里村紹巴の名を呼び、話をさせた。話は、『風雅和歌集』にある弘法大師の「わすれても汲やしつらん旅人の高野の奥の玉川の水」という歌の解釈に移っていった。紹巴の話が一通り終ったころ、また仏法僧が鳴いた。これに、貴人は、紹巴にひとつ歌を詠め、と命じる。紹巴は、段下の夢然にさきほどの句を披露しろ、といった。夢然が正体を聞くと、貴人が豊臣秀次とその家臣の霊であることが分かった。夢然がようよう紙に書いたのを差出すと、山本主殿がこれを詠みあげた。「鳥の音も秘密の山の茂みかな」。秀次の評価は、なかなか良いよう。小姓の山田三十郎がこれに付け句した。「芥子たき明すみじか夜の牀」。紹巴や秀次はこれに、良く作った、と褒め、座は一段と盛り上がった。
家臣のひとり、淡路（雀部淡路守）が急に騒ぎ出し、修羅の時が近づいていることを知らせた。すると、今まで穏やかだった場が殺気立つようになり、皆の顔色も変ってきている。秀次は、段下の、部外者のふたりも修羅の世界に連れていけ、と配下に命じ、これを逆に諌められ、そのうち皆の姿は消えていった。親子は、恐ろしい心地がして、気絶してしまった。朝が来て、二人は起き、急いで山を下った。後に夢然が瑞泉寺にある秀次の悪逆塚の横を通ったとき、昼なのにものすごいものを感じた、とひとに語ったのを、ここにそのまま書いた、という末尾で物語を締めている。

### 吉備津の釜
「吉備津の釜」冒頭の妬婦論は、『五雑俎』（五雑組とも）巻八による。吉備国賀夜郡庭妹（現在の岡山市北区庭瀬）に、井沢正太夫というひとがいた。この息子の正太郎というのは、色欲の強い男で、父が止めるのも聞かず、遊び歩いていた。そこで、嫁を迎えて身持ちを固めさせようと、吉備津神社の神主、香央造酒の娘と縁組がまとめられた。幸を祈るために、御釜祓いをすることとなった。これは、釜のお湯が沸きあがるときに、牛が吼えるような音が出たら吉、音が出なかったときは凶、となっていた。はたして、全くなんの音もでなかったので、この婚姻は凶と判断された。このことを香央が自分の妻に伝えると、先方も娘も心待ちにしているのに、この様な不吉なことを公表すれば、どうなるかわからない、ふたりが結婚するのは変えられない、と言い、そのまま縁組は進められた。
この嫁に来た磯良というのは、大変できた女で、家に良く仕え、非の打ち所がなかった。正太郎も磯良のことをよく思っていた。しかし、いつのころからか、外に袖という遊女の愛人をつくり、これとなじみになって、家に帰らなくなった。井沢の父は、全く行動を改めない正太郎を一室に閉じ込めた。磯良は正太郎と袖を厚く世話したが、逆に正太郎は磯良を騙し、金を奪って逐電してしまった。磯良はこのあまりの仕打ちに病気で寝込むようになり、日に日に衰えていった。
一方、袖と駆け落ちした正太郎は、袖の親戚の彦六の厄介となり、彦六の隣の家で仲睦まじく生活した。しかし、袖の様子がおかしい。物の怪にでも憑かれたように、狂おしげだ。これはもしや、磯良の呪い……、と思っているうちに、看病の甲斐なく七日後、袖は死んでしまった。正太郎は悲しみつつも、菩提を弔った。それから正太郎は、夕方に墓参りする生活が続いた。
ある日、いつものように墓にいくと、女がいた。聞くと、仕える家の主人が死に、伏せてしまった奥方の代りに日参しているのだという。美人であるという奥方に興味を持った正太郎は、女に付いていき、奥方と悲しみを分かち合おうと訪問することとなった。小さな茅葺の家のなか、屏風の向うに、その奥方はいた。正太郎がお悔やみのあいさつをすると、屏風から現れたのは、故郷に捨ててきた磯良だった。青い顔、どろりとした目で磯良は正太郎への復讐を宣言する。正太郎は気絶してしまった。
気づくとそこは、元の墓地にある三昧堂だった。慌てて帰って彦六に話すと、陰陽師を紹介された。陰陽師は正太郎の体に篆籀を書いて埋め尽くし、今から四十二日間物忌みをし、死にたくなければ一歩も外に出てはならない、ということを言い聞かせた。その夜、言われた通り物忌みをしていると、戸外から「あなにくや。こゝにたふとき符文を設つるよ」と言う女の声がし、障子にさっと赤い光がさした。正太郎は毎夜、この怒れる声を感じながら彦六とその恐ろしさを語り、やがて四十二日目を迎えた。
とうとう夜が明けたらしいのを見て、正太郎は彦六を壁越しに呼び寄せ、ここ一か月あまりのことをあなたの家で語り合いたい、と声をかける。それを聞いた彦六が戸を半分あけるかあけないかのうちに、「あなや」と正太郎の叫び声がした。慌てて外に出てみると、明けたはずの空がまだ暗い。正太郎の姿もない。灯火であたりを照らすと、正太郎の家の壁から生々しい血がそそぎ流れているのが見えた。しかし屍も骨も見当たらない。さらによく照らして見ると、軒に男の髪の髻だけが引っ掛かっていた。
正太郎の行方は、ついに分からずじまいだった。このことを伝えられると、井沢も香央も悲しんだ。まこと、陰陽師も、釜の御祓いも、正しい結果を示したものである。

### 蛇性の婬
「蛇性の婬」は、『雨月物語』中唯一の中篇小説の体をとっている。原話は、『警世通言』第28巻「白娘子永鎮雷峰塔」であるが、途中から終結を道成寺縁起へ結びつける、独自な要素をもっている。原話の許宣が豊雄、白娘子が真女児、青々がまろやにあたる。物語は「いつの時代なりけん」と、物語風にはじまっている。
紀伊国三輪が崎（現在の和歌山県新宮市三輪崎）に大宅の竹助という網元がいた。三男の豊雄は、優しく都風を好む性格で、家業を好まない厄介者だったが、父や長兄も好きに振舞わせていた。ある日、学問の師匠の神官・安倍弓麿の元から帰るとき、東南からの激しい雨になり、傘を畳んで漁師小屋で雨宿りした。すると、侍女を連れた二十歳ばかりの女がやはり雨宿りに入ってきた。この女は県の真女児といい、大層美しく雅やかで、豊雄は惹かれた。そこで豊雄は自分の傘を貸し、後日返して貰いに彼女の家に伺うことになった。
その晩、豊雄は真女児の家で彼女と一緒に戯れる、という夢を見た。そこですぐに侍女のまろやの案内で真女児の家を尋ねた。そこは、夢と様子の違うことのない立派な屋敷で、豊雄は一瞬怪しんだものの、真女児と楽しいひと時を過ごした。真女児は自分の夫を亡くし身寄りのない境遇を打明け、豊雄に求婚した。豊雄は父兄のことを思い迷ったがついに承諾し、その日は宝物の太刀を貰って家に帰った。次の日、豊雄が怪しげな宝刀を持っているのを見た両親と長兄は、どうやってこれを賄ったのかと豊雄を責めた。豊雄は人から貰ったと言うが、信じてもらえない。見かねた兄嫁が仲介することとなり、彼女から詳しい事情が長兄に伝えられた。長兄はこの辺りに県という家のないことからやはり怪しみ、そして、これが近頃盗まれた熊野速玉大社の宝物であることに気づき、豊雄を大宮司につきだした。豊雄は役人にも事情を説明し、県の家に向うこととなった。
行ってみると、あんなにきらびやかだったはずの県の家は廃墟となっていた。近所の人に聞くと、三年も前から人は住んでいないといい、中からは生臭い臭いが漂ってくる。武士の中で大胆なものが先頭に立って、中の様子を見ると、一人の美しい女がいた。これを捕まえようとしたその時、大きな雷が鳴り響き、女の姿は消えた。そしてそこに、盗まれていた宝物が山の様にあった。豊雄の罪は軽くなったが許されず、大宅の家が積んだ金品により、百日後やっと釈放された。
豊雄の姉は大和国石榴市（つばいち、現在の奈良県桜井市三輪付近）の商人、田辺金忠の家に嫁いでいた。豊雄は、そこに住むこととなった。春、近くの長谷寺に詣でる人の多い中を、あの真女児がまろやとやって来た。恐れる豊雄に、真女児は自分が化け物でないことを証明して見せ、安心させた。そして、あれは保身のための謀略であったと弁解し、金忠夫婦の仲介もあって、ついに豊雄は真女児と結婚することとなった。二人は結ばれ、仲良く暮らした。三月、金忠が豊雄夫婦と一緒に、吉野へ旅をすることとなった。真女児は持病を理由に当初は拒んだが、とりなしもあって了解した。旅は楽しいもので、吉野離宮の滝のそばで食事をとっていると、こちらにやって来る人がいる。この人は大倭神社につかえる翁で、たちまち真女児とまろやが人ではないことを見破ると、二人は滝に飛び込み、水が湧き出てどこかへ行ってしまった。翁は、あのまま邪神と交われば豊雄は死んでしまうところだった、豊雄が男らしさを持てばあの邪神を追い払えるから心を静かに保ちなさい、と教えた。
豊雄は紀伊国に帰り、芝の庄司の娘・富子を妻に迎えることになった。富子との二日目の夜、富子は真女児にとりつかれた。そして、つれない豊雄を、姿は富子のままなじった。気を失いかけた豊雄の前にまろやも姿を見せ、豊雄は恐ろしい思いをしてその夜を過ごした。次の日、豊雄は庄司にこのことを訴え、たまたまこの地に来ていた鞍馬寺の僧侶に祈祷を頼むことになった。自信たっぷりだったこの僧も、真女児に負け、毒気にあたって介抱の甲斐なく死んでいった。
豊雄は自分のせいで犠牲が出ることで心を改め、真女児に向かって自分を好きにしていいから富子を助けてくれ、とたのんだ。庄司はこの事態を考え、今度は道成寺の法海和尚に頼むことにした。そして、法海から自分が来るまで真女児を取り押さえておくよう指示された。与えられた袈裟で豊雄が真女児を捕えていると、やがて法海和尚がやって来た。豊雄が袈裟を外してみると、そこには富子と三尺の大蛇が気を失っていた。法海は大蛇と、さらに躍りかかってきた小蛇をとらえ、一緒に鉢に封じて袈裟でくるみ、寺に埋めて蛇塚とした。その後富子は病気で死んだが、豊雄はつつがなく暮らしたという。

### 青頭巾
「青頭巾」に出てくる主人公の改庵禅師は改庵妙慶といって、室町時代に実在した禅僧である。この改庵禅師が美濃国で夏安居をした後、東北のほうへ旅に出た。下野国富田へさしかかったのは夕方のことだった。里に入り大きな家を訪ね宿を求めると、禅師を見た下人たちは、「山の鬼が来た」と騒ぎ立て、あちこちの物陰に隠れる。現れた主人は改庵が鬼ではないことを確かめると迎え入れ、下人たちの無礼をわびる。騒ぎのわけを聞くと、近くの山の上に一つの寺があって、そこの阿闍梨は篤学の高僧で近在の尊敬を集めていたが、灌頂の戒師を務めた越の国から一緒に連れ帰った稚児に迷い、これを寵愛するようになった。稚児が今年の四月に病で死ぬと、阿闍梨は遺体に何日も寄り添ったまま、ついに気が狂い、やがてその死肉を食らい、骨をなめ、食い尽くしてしまった。こうして阿闍梨は鬼と化し、里の墓をあばき、屍を食うようになったので、里人は恐れているという。禅師はこれを聞いて、古来伝わる様々な業障の話を聞かせた。そして、「ひとへに直くたくましき性のなす所なるぞかし」「心放せば妖魔となり、収むる則は仏果を得る」と言い、この鬼を教化して正道に戻す決心をした。
その夜、禅師は件の山寺に向かうと、そこはすっかり荒廃していた。一夜の宿をたのむと、現れた主の僧は、好きになされよと不愛想にいい、寝室に入っていった。真夜中、坐禅を組んでいると、食人鬼と化した僧が部屋から現れ、禅師を探すが、目の前に禅師がいても見えずに通り過ぎ、あちこち走り回って踊り狂い、疲れはてて倒れてしまった。夜が明け、僧が正気に戻ると、禅師が変らぬ位置に坐っているのを見つけ、呆然としている。禅師は、飢えているなら自分の肉を差し出してもよいと言い、昨夜はここでずっと坐禅を組んでいたと告げると、僧は餓鬼道に堕ちた自分の浅ましさを恥じ、禅師に救いを求めた。禅師は僧を庭の石の上に座らせ、被っていた青頭巾を僧の頭にのせた。そして、証道歌の二句を公案として授けた。「江月照松風吹 永夜清宵何所為」。この句の真意が解ければ、本来の仏心に出会うことになると教えて山を下り、東北へ旅立っていった。
一年後の十月、禅師は旅の帰りに富田へ立ち寄り、以前泊まった家の主人に様子を聞くと、あのあと鬼が山を下ったことは一度もないといい、喜んでいる。里人は鬼の災厄を逃れたが、僧の生死がわからなかったため山に登ることは禁じられ、現在の様子は誰も知らなかった。そこで禅師が山に登って寺の様子を見てみると、そこはさらに荒れ果てていた。庭の石の上にうずくまる影があり、傍によると、低い声であの公案の文句をつぶやいているのだった。師は杖をもって「作麼生（そもさん）、何の所為ぞ」と頭を叩くと、たちまち僧の体は氷が朝日に解けるように消え、あとには人骨と、あの青頭巾だけが残った。こうして、僧の妄執は消え去ったのであった。改庵禅師はその後この山寺を、真言密宗から曹洞宗に改めて再興し、住職に就任した。これが北関東の曹洞宗本山として大いに栄えた、現在の栃木市の大中寺である。

### 貧福論
「貧福論」は、いわゆる銭神問答のひとつである。主人公の岡左内は岡定俊、岡野左内ともいい、蒲生氏郷につかえた。氏郷の死後浪人し、上杉家に仕官（一万石）した。岡左内は当時、金銭にまつわる逸話が伝えられた人物で、色々な書物にその名が見える。
左内の有名なところといえば、富貴を願って倹約を尊び、暇なときには部屋に金貨を敷き詰め、楽しんだ。しかし吝嗇ということではなく、ある下男が小判一枚を蓄えていることを知ると金の大事さを説き、これをとりたて、十両の金をやった。というわけで、庶民にも人気のある奇人だった。
その左内がある夜寝ていると、枕元に小さな翁が現れた。正体を聞くと、黄金の精霊を名乗った。日頃の憂さを晴らしに、色々なことを語りたいがためにやって来たという。そして、世間の金銭を卑しいものとする風潮を嘆いた。「千金の子は市にも死せず」「富貴の人は王者のたのしみを同じうす」とことわざを唱え、清貧な生き方をする賢人は賢いけれど、金の徳を重んじない点で賢明な行為ではない、と断じた。
これに、左内は興に乗って、なぜ富めるものの八割が貪酷で残忍なのか、そして、真にすばらしい働き者の人がなぜ貧しいままなのか、これは、仏教にいう前業のせいなのか、儒教のいう天命のせいなのか、と質問をした。翁は、その仏教の教えはいい加減なものであると批判し、自分の考えを述べた。つまり、金とは非情のものであり、「天の随（まにまに）なる計策（たばかり）」、自然の道理によって動くもので、善悪の論理は介在しないこと、金銭を尊重する人のところに集まるもの、金銭を貯めることは技術なのだ、だから、前業も天命も関係ない、と。
左内はこれを聞いて、日頃の疑問が解決したことを喜び、もう一つ、これからの世の勢力の動きについて翁に尋ねた。翁はこれに、「富貴」を観点として武将を論じた。そして、上杉謙信、武田信玄、織田信長のあと、豊臣秀吉が天下を取ったが、これも長くないだろう、と予言した。そして、八字の句を詠った。「堯蓂日杲 百姓帰家」。夜明けが近くなり、翁はあいさつをして姿が見えなくなった。左内は与えられた詩について考え、その意味に思い至ると、これを深く信じるようになった。そして、世の中は、その通りに動いていった。

## 派生作品

### 映画
蛇性の婬
1921年製作の日本映画。監督栗原喜三郎、脚本谷崎潤一郎。
雨月物語
1953年製作の日本映画。監督は溝口健二。「浅茅が宿」と「蛇性の婬」の2編を川口松太郎と依田義賢が脚色した。出演は京マチ子、水戸光子、田中絹代、森雅之、小沢栄など。舞台は近江国と京に設定されている。ヴェネツィア国際映画祭銀獅子賞を受賞した。また、スタッフも文部省芸術選奨を、そしてエディンバラ映画祭においてデヴィッド・O・セルズニック賞を受賞した。

### 文学作品
『蛇性の婬』：新字新仮名 - 青空文庫
田中貢太郎による再話
世にもふしぎな物語
1991年、講談社KK文庫発行。那須正幹が「菊花の約」・「青頭巾」・「浅茅が宿」・「蛇性の婬」・「夢応の鯉魚」をそれぞれ「約束」・「鬼」・「やけあと」・「へびの目」・「げんごろうぶな」という題名で、子供向けかつ近現代日本を舞台にして翻案したもの。那須は「日本人の心に昔から根づいていた怪奇なものへの憧れといったものを現代に再現できないだろうか」と考え、執筆したという。絵は小林敏也が担当。
2011年に、『あやかし草子―現代変化物語』として新装版が発売されている。(日本標準 絵:タカタカヲリ)
雨月物語
「菊花の約」、「浅茅が宿」、「蛇性の婬」の3話を一つにした、青山真治による翻案小説（2006年）。
雨月物語
岩井志麻子による翻案小説。2008年1月から2009年6月まで『小説宝石』に1話ずつ発表された。全編が女性の一人称で語られている。

### 舞台
宝塚歌劇団『雨月物語』
1926年、小野晴通作。
夜会 Vol.5
中島みゆきの舞台「夜会」Vol.5（1993年）のタイトルが、「花の色は うつりにけりな いたづらに わが身世にふる ながめせし間に」である。ポスターには十二単を着て小野小町に扮した中島みゆきが後姿で写っている。ストーリーは、小野小町の伝承と、雨月物語の中の「浅茅が宿」をモチーフにしている。
浅茅が宿 -秋成幻想-
宝塚歌劇団のミュージカル作品。形式名は「舞踊詩」で18場。雪組公演。作・演出は酒井澄夫。

併演作品は『ラヴィール』。
- 1998年8月7日 - 9月14日（新人公演：8月25日）　宝塚大劇場
- 1998年11月28日 - 12月26日（新人公演：12月8日）　TAKARAZUKA1000days劇場（東京公演）
- 1999年2月2日 - 2月21日　中日劇場（名古屋公演）

スタッフ（宝塚・東京）
※氏名の前に「宝塚」、「東京」の文字がなければ両公演共通。
- 作曲・編曲 - 寺田瀧雄、吉田優子
- 音楽指揮 - 岡田良機
- 振付 - 花柳芳次郎、花瞠香榎
- 殺陣 - 清家三彦
- 装置 - 石濱日出雄
- 衣装 - 辻村ジュサブロー、静間潮太郎
- 照明 - 勝柴次朗
- 音響 - 加門清邦
- 小道具 - 万波一重
- 効果 - 切江勝
- 演技指導 - 美吉左久子
- 演出助手 - 齋藤吉正
- 振付助手 - 朝みち子
- 装置補 - 新宮有紀
- 衣装補 - 田口美香
- 舞台進行 - 赤坂英雄
- 舞台監督 - 東京：藤村信一、東京：松河春夫、東京：藤田秀二、東京：古賀祐治
- 舞台美術 - 東京：株式会社宝塚舞台
- 制作 - 村上信夫
- 演奏 - 宝塚管弦楽団
- 演出担当（新人公演） - 齋藤吉正

特別出演（宝塚公演）
- 朝みち子（専科所属）

主な配役:
宝塚・東京
※「（）」の人物は新人公演の配役。氏名の前に「宝塚」、「東京」の文字がなければ両公演共通。
- 勝四郎 - 轟悠（貴城けい）
- 宮木、眞名児 - 月影瞳（檀れい）
- 曾次郎 - 香寿たつき（立樹遥）
- 法師 - 箙かおる（未来優希）
- 時貞 - 汐風幸（宝塚：彩吹真央、東京：すがた香）
- 数馬 - 安蘭けい（宝塚：すがた香、東京：蒼海拓）
- 保重 - 宝塚：汐美真帆、東京：成瀬こうき（宝塚：夕貴真緒、東京：麻愛めぐる）
- りん弥 - 貴城けい（天勢いづる）

中日公演
- 勝四郎 - 轟悠
- 宮木、眞名児 - 月影瞳
- 曾次郎 - 香寿たつき
- 法師 - 箙かおる
- 時貞 - 安蘭けい
- 数馬 - 成瀬こうき
- 保重 - 立樹遥
- りん弥 - 貴城けい

### テレビドラマ
妖怪血染めの櫛
日本テレビのテレビドラマ『怪奇十三夜』の第4話として1971年7月25日に放映。「吉備津の釜」の映像化。
スタッフ
- プロデューサー：野末和夫、新藤晃
- 原作：上田秋成「吉備津の釜」
- 脚本：八尋不二
- 音楽：牧野由多可
- 選曲：山川繁
- 殺陣：尾型伸之介
- 監督：中川信夫
- 制作協力：日活芸能
- 制作：ユニオン映画

キャスト
- いよ：佐々木愛
- 造酒：浜村純
- 庄太夫：竜崎一郎
- 彦六：蟹江敬三
- 喜久：滝奈保栄
- 陰陽師：浮田左武郎
- 少女：杣山久美
- お柚：真山知子
- よし：戸田千代子
- 正太郎：酒井修
- 語り：永井智雄

京都妖怪地図・嵯峨野に生きる900歳の新妻
1980年にテレビ朝日系「土曜ワイド劇場」で放映されたテレビドラマ。映画化作品「雨月物語」と同じ原作の中から「浅茅が宿」と「蛇性の婬」を用いて、「雨月物語」へのオマージュにも仕上がっている。監督は、かつて「雨月物語」で助監督を担当していた田中徳三。制作スタッフは「必殺シリーズ」を作ってきた松竹（実質は京都映画株式会社）で、娯楽作品ながらも必殺シリーズ特有の映像美も兼ね備えた丁寧な作りがなされている。
雨月の使者
1987年にNHKで放映された1時間半のテレビドラマ。唐十郎が脚本、三枝健起が演出をした。主演は杉本哲太と横山めぐみ。兄妹にアレンジされているが、「蛇性の婬」に着想を得てつくられている。
唐十郎が作詞した同名の主題歌を、中島みゆきが作曲して歌っており、中島みゆきのアルバム『時代-Time goes around-』に収録された（上記の『「夜会」Vol.5』でも歌われている）。
怪談百物語
2002年にフジテレビ系火曜時代劇で放送されたテレビドラマ。放送第8話が「吉備津の釜」を原作とした内容となっている（題は「雨月物語」）。

### マンガ・画本
雨月物語
木原敏江によるマンガ化作品。マンガ日本の古典28（中央公論新社）。「菊花の約」「浅茅が宿」「吉備津の釜」「蛇性の婬」を取り扱っており、原典に忠実ながらも漫画独自のエピローグなど作者による脚色が多少挟まれている。
水木しげるの雨月物語
水木しげるによる画本形式の作品。「吉備津の釜」、「夢翁の鯉魚」、「蛇性の婬」が集録されている。1972年に番町書房より出版され、その後河出文庫から1985年に復刻版が出版されている。
なお、「蛇性の婬」の冒頭部分は「ゲゲゲの鬼太郎」の「奪衣婆」に流用されている。

### ゲーム
雨月奇譚
「雨月物語」を原作とし、各エピソードにアレンジを加えた世界を旅してゆくアドベンチャーゲーム。PC-98版で最初に発売され、その後トンキンハウスよりプレイステーションに移植されている。

### 朗読CD
- 白石加代子朗読 277分 新潮社 2004年2月25日 ISBN 978-4-10-830143-6
- 2005年11月 うずらっぱ (Beepa) により声優の石田彰を読み手として「菊花の約」が朗読CD化された。

### 翻訳
英語への翻訳はWilfrid Whitehouseが1938年と1941年にMonumenta Nipponicaに発表したものが最初。フランス語訳はルネ・シフェールが1956年に発表した。ドイツ語訳はオスカー・ベンルによる『Unter dem Regenmonde』がある。